# Rhoda Grant

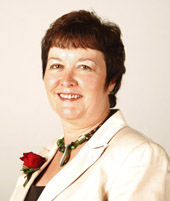
Rhoda Grant

Rhoda Grant (* 26. Juni 1963 in Stornoway) ist eine schottische Politikerin und Mitglied der Labour Party und der Co-operative Party.

## Leben
Grant wuchs in einer Siedlung am Südufer des Meeresarmes Loch Torridon auf. Sie besuchte die Plockton High School in Plockton und das Inverness College. Anschließend studierte sie an der Open University Sozialwissenschaften und schloss als Bachelor ab. 1993 trat sie der Gewerkschaft UNISON bei.

## Politischer Werdegang
Erstmals trat Grant bei den Schottischen Parlamentswahlen 1999 zu nationalen Wahlen an. Hierbei bewarb sie sich nicht um das Direktmandat eines Wahlkreises, sondern um eines der sieben zu vergebenden Mandate der Wahlregion Highlands and Islands. Auf der Regionalwahlliste der Labour Party nahm sie den dritten Rang ein und zog infolge des Wahlergebnisses als einer von drei Kandidaten der Labour Party für Highlands and Islands in das neugeschaffene Schottische Parlament ein. Da sich der Stimmenanteil der Labour Party bei den Parlamentswahlen 2003 um 3,2 % gegenüber 1999 verringerte, konnte die Partei diesmal nur zwei Regionalkandidaten entsenden, weshalb die auf dem dritten Rang gelistete Grant ihren Parlamentssitz verlor. Grant trat bei diesen Wahlen jedoch nicht ausschließlich als Listenkandidatin an, sondern bewarb sich auch um das Direktmandat des Wahlkreises Inverness East, Nairn and Lochaber. Dort unterlag sie jedoch dem Mandatsinhaber Fergus Ewing von der SNP. Da Grants Parteikollegin Maureen Macmillan, die bei beiden Wahlen einen niedrigeren Rang als Grant auf der Wahlliste eingenommen hatte, zu den Parlamentswahlen 2007 nicht mehr antrat, rutschte Grant auf den zweiten Rang und konnte sich 2007 abermals ein Mandat der Region sichern, welches sie bei den Wahlen 2011 und 2016 verteidigte.